# Deadwood (serial telewizyjny)
Deadwood – amerykański serial telewizyjny emitowany oryginalnie w HBO od 21 marca 2004 do 27 sierpnia 2006 roku.
Jest to western rozgrywający się w rzeczywistym miasteczku Deadwood przed i po aneksji do Dakoty Południowej w latach 1875–1876. W tamtych czasach Deadwood było niewiele większe od obozowiska, ale było popularnym miejscem pobytu dla poszukujących złota w Black Hills. Serial pokazuje rozwój Deadwood od obozu do małego miasta na tle takich wydarzeń jak formowanie zrzeszeń i zachodni kapitalizm.
Wiele postaci w Deadwood jest historycznych, np. Dziki Bill Hickok, Seth Bullock, Sol Star, Calamity Jane, Al Swearengen, Wyatt Earp, E.B. Farnum, Charlie Utter i George Hearst. Wątki, które dotyczą tych bohaterów, zawierają zarówno elementy fikcyjne, jak i historycznie prawdziwe. Niektóre postacie są fikcyjne, choć mogły być wzorowane na prawdziwych osobach.
Ian McShane zdobył za swój udział w serialu Złoty Glob dla najlepszego aktora drugoplanowego.
Emitowany przez trzy serie Deadwood liczy 36 odcinków. Przedstawiciele HBO ogłosili, że nie ma szans na powstanie dwóch filmów, które miały być kontynuacją serialu. Mimo to w październiku 2018 roku rozpoczęto zdjęcia do filmu, którego akcja ma dzieje się 10 lat po końcu trzeciego sezonu. Jego premiera nastąpiła 31 maja 2019 roku.

## Nagrody

### Złote Globy
2005
- Złoty Glob - Najlepszy aktor w serialu dramatycznym  Ian McShane

### Emmy
2007
- Emmy - Najlepsza charakteryzacja w serialu (naturalna)  - John Rizzo, Ron Snyder, Bob Scribner i James R. Scribner za odcinek "I Am Not The Fine Man You Take Me For"

2005
- Emmy - Najlepsza charakteryzacja w serialu (naturalna)  – John Rizzo, Adam Brandy, Ron Snyder i Deborah McNulty za odcinek "A Lie Agreed Upon", część pierwsza
- Emmy - Najlepsza scenografia w serialu kręconym przy użyciu jednej kamery  David Potts, Ernie Bishop, James J. Murakami, Maria Caso – za odcinki "Requiem for a Gleet", "Complications" i "Childish Things"
- Emmy - Najlepsze fryzury w serialu  – Carol Pershing, Terry Baliel i Kimberley Spiteri za odcinek "Boy the Earth Talks To"
- Emmy - Najlepsze kostiumy w serialu  Katherine Jane Bryant, Le Dawson – za odcinek "Boy the Earth Talks to"
- Emmy - Najlepsze zdjęcia w serialu kręconym przy użyciu jednej kamery  James Glennon – za odcinek "Complications"

2004
- Emmy - Najlepsza reżyseria serialu dramatycznego  Walter Hill – za odcinek pilotażowy "Deadwood"
- Emmy - Najlepszy montaż dźwięku w serialu  Amy Kane, Anita Cannella, Benjamin L. Cook, Carmine Rubino, Devin Joseph, Kevin Wahrman, Larry Mann, Mark Larry, Micha Liberman, Samuel C. Crutcher, Stephen Hunter Flick, Takako Ishikawa – za odcinek pilotażowy "Deadwood"

### Amerykańska Gildia Reżyserów Filmowych
2005
- DGA - Najlepsze osiągnięcie reżyserskie w serialu dramatycznym wyświetlanym wieczorem  Gregg Fienberg, James Alan Hensz, Kenneth Roth, Kevin Turley, Walter Hill – za odcinek pilotażowy

### Amerykańska Gildia Scenarzystów
2013
- Lista 101 najlepiej napisanych seriali wszech czasów - 32. miejsce

### Amerykańskie Stowarzyszenie Montażystów
2006
- Eddie - Najlepszy montaż godzinnego serialu telewizyjnego dla telewizji niekomercyjnej  Mark Stephen – za odcinek "A Lie Agreed Upon", cz. 1[1]